# عيدو بازار
عيدو بازار (بالفارسية: عیدو بازار) هي قرية تقع في منطقة بولان في إيران. يقدر عدد سكانها بـ 351 نسمة بحسب إحصاء 2016.